# Agona (Region Centralny)
Agona właściwie Agona Swedru miasto w regionie Regionie Centralnym w Ghanie, stolica dystryktu Agona West.